# AN/SQQ-23
AN/SQQ-23 — американская корабельная гидроакустическая станция. Создана на основе ГАС AN/SQS-23 по программе PAIR (англ. Performance and Integration Retrofit, модернизация эксплуатационных качеств и возможностей интеграции). По сравнению с прототипом добавлена вторая антенна, представляющая собой приёмник пассивных акустических сигналов. Произведена модернизация электроники: 21 стойка с аппаратурой на электронных лампах и 10 строек с электромашинными преобразователями заменены тремя стойками на полупроводниковых элементах.
Базовая модель SQQ-23A с двумя антеннами установлена на эсминцах типов «Чарлз Адамс» (DDG 16-19) и «Фаррагат» во время модернизации 1970—1977 годов. На крейсерах CGN-9 «Лонг Бич», CGN-25 «Бейнбридж» и крейсерах типа CG-16 «Леги» во время модернизации 1967—1972 годов устанавливалась модель SQQ-23B с одной антенной.

## История
Модернизация кораблей началась в 1972 году. Производитель сонара — компания Sperry Corporation (позднее — Unisys).

## Технические характеристики
По данным.
- Рабочая частота – 4,3-5,7 кГц
- Пиковая мощность — 160 кВт
- Длительность импульса — 160 мкс

## Носители
- США — Ракетный крейсер CGN-9 «Лонг Бич»
- США — Ракетный крейсер CGN-25 «Бейнбридж»
- США — Ракетные крейсера типа «Леги»
- США — Эскадренные миноносцы типа «Чарльз Ф. Адамс» (4 единицы)
- США — Эскадренные миноносцы типа «Фаррагат»